# 上野秀夫
上野 秀夫（うえの ひでお、1933年5月15日 - 2023年5月30日）は、日本の中国経済学者、近畿大学名誉教授。

## 経歴
1933年、東京市（現目黒区）で生まれた。日本大学法学部政治学科を卒業し、同大学院経済学研究科に進んだ。1958年に修士課程を修了。
近畿大学世界経済研究所所員となり、1960年より商経学部専任講師、1963年より助教授、1969年より教授。1984年、学位論文『現代中国の外国貿易組織に関する理論的および実証的研究』を近畿大学に提出して商学博士号を取得。1996年からは商経学部長を務めた。1999年、近畿大学副学長に就任。2003年に近畿大学を定年退任して特任教授となり、2005年に名誉教授となった。

## 受賞・栄典
- 2013年秋：瑞宝中綬章を受勲[4]。

## 著作
著書
- 『現代日中関係の展開』フタバ書店 1971
- 『社会主義の経済・貿易問題 中国を中心として』晃洋書房 1973
- 『中国の貿易制度と貿易政策』近畿大学世界経済研究所 1982
- 『中国における合弁事業の展開』国際商事仲裁協会 1983
- 『中国と世界経済 対外開放体制の発展戦略』中央経済社 1990
- 『中国経済の国際構造』晃洋書房 2001

共編著
- 『中国経済の国際的展開』宮下忠雄共著 ミネルヴァ書房 1975
- 『中国経済 調整と改革』河地重蔵・藤本昭共著 世界思想社 1984
- 『変貌する中国経済』河地重蔵・藤本昭共著 世界思想社 1987
- 『アジアの中の中国経済』河地重蔵・藤本昭共著 世界思想社 1991
- 『現代中国経済とアジア 市場化と国際化』河地重蔵・藤本昭共著 世界思想社 1994
- 『中国経済と東アジア圏』河地重蔵・藤本昭共著 世界思想社 1998
- 『東アジアの経済発展と国際経済』編著 税務経理協会 2000
- 『国際経済学』高屋定美・棚池康信・西山博幸共著 ミネルヴァ書房 2001

論文
- <上野秀夫